# Fédération espagnole de sports de montagne et d'escalade
La Fédération espagnole de sports de montagne et d'escalade (en espagnol : Federación Española de Deportes de Montaña y Escalada, FEDME) est une organisation sans but lucratif. Elle est chargée d'assurer la promotion et le développement en Espagne de l'alpinisme, de l'escalade, du ski de randonnée, du skyrunning ou encore de la randonnée en montagne.

## Historique
La Fédération espagnole de sports de montagne et d'escalade (FEDME) est créée le 1er juillet 1922 sous le nom de Fédération espagnole d'alpinisme (Federación Española de Alpinismo). Initialement fondé comme une fédération d'alpinisme, son rôle s'est progressivement étendu à de nombreuses activités de montagne.

## Rôles de la FEDME
La FEDME est une association à but non lucratif et reconnue d'utilité publique. Elle organise et promeut les activités suivantes en Espagne :
- escalade ;
- alpinisme ;
- ski-alpinisme ;
- skyrunning et trail ;
- canyoning ;
- marche nordique ;
- raquette à neige.

La FEDME organise les compétitions au niveau national des sports d'escalade, de ski-alpinisme et de skyrunning. Elle assure en outre les sélections d'équipe nationale de ces sports dans les compétitions internationales,,.
La FEDME est en outre chargée du balisage et de l'entretien des sentiers de randonnée en montagne ainsi que des refuges de montagne.